# معاهدة أولسا

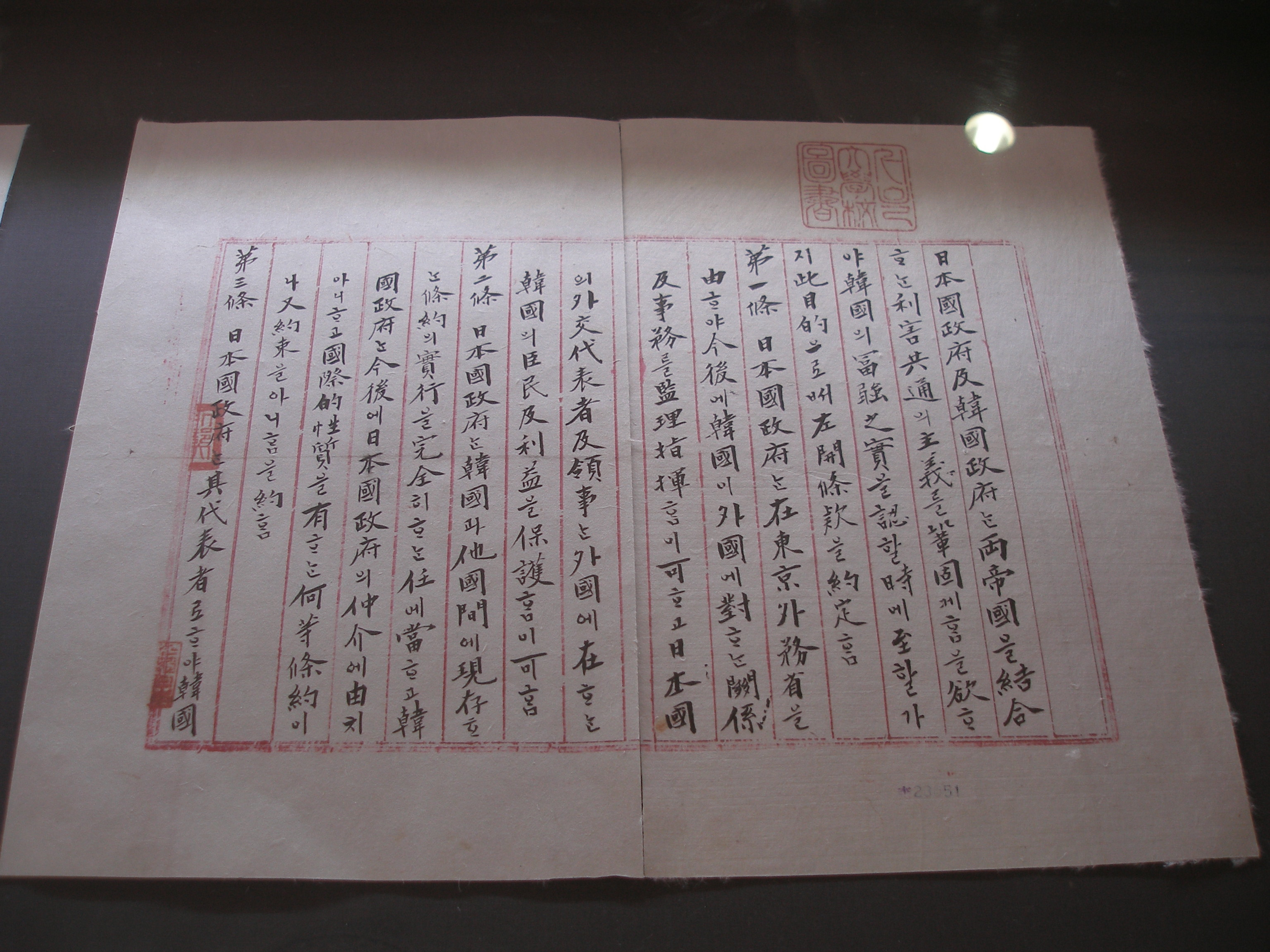
نص وثيقة المعاهدة في إحدى المتاحف الكورية الجنوبية.

معاهدة أولسا أو معاهدة ضم اليابان لكوريا (بالكورية:을사조약) (باليابانية:第二次日韓協約) ، هي اتفاقية ثنائية بين اليابان و شبه الجزيرة الكورية ، والتي تنص على ضم شبه الجزيرة الكورية لليابان بغرض الحماية، وقعت بتاريخ 17 نوفمبر 1905م، وذلك بعد انتصار اليابان على الإمبراطورية الروسية في الحرب اليابانية الروسية الأولى.

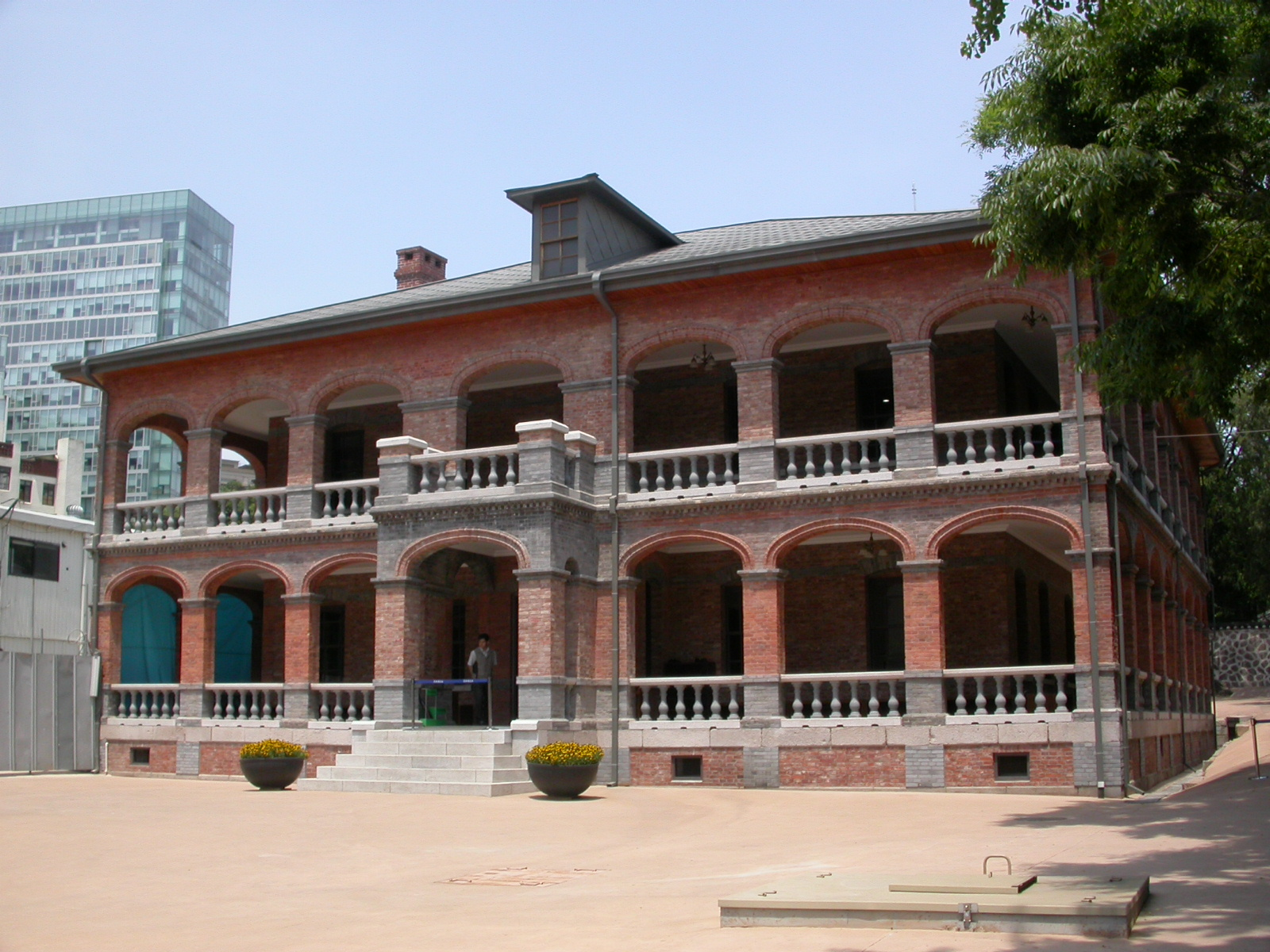
تلك المكان التي تم توقيع اتفاقية الوصاية في كوريا الجنوبية.